# Seoul Samsung Thunders
I Seoul Samsung Thunders sono una società professionistica di pallacanestro sudcoreana con sede a Seul che partecipa alla Korean Basketball League (KBL), la massima divisione del campionato sudcoreano. Sin dalla fondazione di proprietà di Samsung, la squadra è stata spostata da Suwon alla capitale nel 2001, assumendo la denominazione attuale.

## Palmarès
- Campionati sudcoreani: 2

2001, 2006